# Colossendeis korotkevitschi
Colossendeis korotkevitschi is een zeespin uit de familie Colossendeidae. De soort behoort tot het geslacht Colossendeis. Colossendeis korotkevitschi werd in 1984 voor het eerst wetenschappelijk beschreven door Pushkin. 